# خميس ناصر
خميس ناصر (بالإنجليزية: KHAMIS NASSER) (مواليد 4 أبريل 2001) هو لاعب كرة قدم إماراتي ، يجيد اللعب كلاعب وسط في نادي جلف يونايتد.

## مسيرة اللاعب
لعب في نادي الوصل ونادي جلف يونايتد.